# Кадетский корпус Министерства обороны Республики Казахстан имени Чокана Валиханова
Военный колледж Министерство обороны Республики Казахстан имени Чокана Валиханова
Военный колледж Министерства обороны Республики Казахстан имени Шокана Уалиханова (каз. Қазақстан Республикасы Қорғаныс министрлігінің Шоқан Уәлиханов атындағы Әскери колледжі) — среднее специальное военное учебное заведение Республики Казахстан, специализирующееся на подготовке профессиональных кадров, проходящих службу по контракту на должностях сержантского состава в Вооруженных Силах Республики Казахстан. Располагается в городе Щучинск, Акмолинской области. Срок обучения — два года. С 2024 года Военном колледже МО РК имени Шокана Уалиханова осуществляется прием кандидатов после 9 класса, а так же 11 класса.

## Образован в соответствии с УказомПрезидентаРеспублики Казахстан от 1 июля 1996 года № 3049 «Об образовании Кадетского корпуса Министерства обороны Республики Казахстан»[1].
- 5-го августа 1996 года Кадетский корпус официально зарегистрирован, а в том же месяце был осуществлен первый набор кадетского состава на базе Алматинского высшего военного училища (96 человек)
- Боевое знамя Кадетского корпуса было получено 29 июля 1999 года начальником Кадетского корпуса полковником Куангалиевым Ж.С. от Министра обороны генерал-полковника Алтынбаева М.К. Тогда же осуществлен первый выпуск кадетов, причем 11 лучших выпускников были зачислены курсантами в высшие военные заведения Республика Казахстан (Военная Академия Вооруженных сил Республика Казахстан - 8 человек, Актюбинское ВВАУ - 2 человека, военфак Академии гражданской авиации - 1 человек).
- Кадетскому корпусу присвоено имя выдающегося казахского ученого и просветителя Чокана Валиханова в соответствии с приказом Министерство обороны Казахстана № 310 от 29 ноября 2000 года и постановлением Правительства Республики Казахстан № 257 от 16 февраля 2000 года.
- В соответствии с приказом Министерство обороны Казахстана №22 от 20 января 2009 года был утвержден новый устав корпуса.
- В 2019 году Кадетский корпус был реорганизован в Военный колледж.

## Основные задачи
Обучение профессионального сержантского состава по военной специальности командир отделения/экипажа/расчета: 
- мотострелковых войск;
- танковых войск;
- ракетно-артиллерийских войск.

Предоставление профессионально-технического образования по профилю военных специальностей:
- механик-водитель БМП 3-го класса.

Военный колледж принимает на обучение после средние образование (после 9-11 класса) и после средней специального образование (после колледжа) Срок обучения профессиональных сержантов составляет после 11-класса почти 1 год 10 месяцев, а после 9 класса 2 года 10 месяцев по специальности  «Менеджмент младшего звена в военном деле» с получением квалификаций «Управление мотострелковыми подразделениями», механика-водителя боевой машины пехоты и водителя категории «В1», «С1».
Для дальнейшего прохождения воинской службы выпускники распределяются в воинские части Сухопутных войск, Военно-морских сил, разведывательные подразделения специального назначения, Сил специальных операции и пограничную службу КНБ Республики Казахстан.

## Начальники Кадетского корпуса
Куангалиев Жомарт Сабырұлы - 1996-2000 г. и с 2003 по 2005 г.
Кенжебаев Сапар Төребекұлы - 2000-2002 г.
Оспанов Еркебулат Әубәкірұлы - 2002-2003 г.
Ботин Марат Торғайұлы - 02.2005-08.2005 г.
Барамышев Молдокун Сейсенбайұлы - 2005-2006 г.
Серикпаев Мухтар Омирсерикович - 2006-2011 г.
Баудинов Талгат Мырзатаевич 2016-2019
Кабдулинов Руслан Тулегенович - 2016 - 2019
Асанов Серик Досбергенович - 2019 - 2021
Нуржанов Ербол Ералыевич - 2021-2023 г.
Оспанбеков Болат Каримович - 2023 -2024 г.